# Rarities 1971-2003
Rarities 1971-2003 er et opsamlingsalbum fra The Rolling Stones, som blev udgivet verden over i 2005 af Virgin Records. Det indeholder et udvalg af sjældne og ukendte numre indspillet mellem 1971 og 2003. 
Det består hovedsagelige af b-sider og liveoptagelser som Rarities 1971-2003 er lavet af, og markere dermed den første gang disse optagelser er blevet gjort tilgængelige på et officielt Rolling Stones album, efter i årevis at blevet opfordret til det.
Ikke desto mindre havde deres fans blandet følelser omkring albummet, da mange af indspilningerne allerede fandtes på tidligere udgivet opsamlingsalbum. Oven i det var der lavet remix af de mindre populære singler fra 1980erne, som for eksempel ” Harlem Shuffle” og ” Mixed Emotions”.
Men der var også sjældne udgivelser, mest b-sider, som blandt andre  "Fancyman Blues" , "Anyway You Look At It" ,  "Wish I'd Never Met You" ,  "Through the Lonely Nights" , og bandets live udgave af  "Let It Rock"  fra 1971. Men resten af album blev set som tvivlsomt materiale som gjorde at Rarities 1971-2003  hos mange fans og kritiker blev betragtet som en spildt mulighed, og kun designet til at tilfredsstille de hardcore fans. 
Det var også bemærkelsesværdigt at bassisten Bill Wyman var blevet fjernet fra coveret, da originalt på det billede de brugte var han med i baggrunden. 

## Spor
- Alle sangene er skrevet af Mick Jagger and Keith Richards udtaget hvor andet er påført.

1. "Fancyman Blues" – 4:48 
  -  B-Side til "Mixed Emotions" fra 1989.
2. "Tumbling Dice (Live)" – 4:02 
  -  Live nummer der originalt var tiltænkt at komme på Stripped fra 1995
3. "Wild Horses (Live Stripped Version)" – 5:10 
  -  Originalt udkommet på Stripped i 1995.
4. "Beast of Burden (Live)" – 5:04 
  - Live version der originalt udkom som B-Side på "Going to a Go-Go" i 1982 – optaget live på "Rosemont Horizon", Chicago, den 25. november 1981.
5. "Anyway You Look at It" – 4:20 
  -  B-Side til "Saint of Me" i 1998.
6. "If I Was a Dancer (Dance Pt. 2)" (Mick Jagger/Keith Richards/Ron Wood) – 5:50 
  -  En tilovers blivende sang fra Emotional Rescue, der originalt optrådte på Sucking in the Seventies, 1981.
7. "Miss You (Dance Version)" – 7:32 
  -  Remix.
8. "Wish I'd Never Met You" – 4:39 
  -  B-Side til "Terrifying" fra 1990.
9. "I Just Wanna Make Love to You (Live)" (Willie Dixon) – 3:55 
  -  Originalt optrådte den som et af numrene på B-Siden af Maxi-Single “Highwire” i 1991, optaget live på "Wembley Stadium" den 6. juli 1990.
10. "Mixed Emotions (12" Version)" – 6:12 
  -  Remix.
11. "Through The Lonely Nights" – 4:12 
  -  Optaget under indspilningerne til Goats Head Soup, sangen optrådte første gang som B-Side på "It's Only Rock'n Roll (But I Like It)" i 1974.
12. "Live With Me (Live)" – 3:47 
  -  B-side til ”Wild Horses” singlen fra 1996
13. "Let It Rock (Live)" (Chuck Berry) – 2:46 
  -  Originalt udgivet på B-Side til "Brown Sugar" fra 1971 kun i England, optaget live på ”University of Leeds”, 13. marts 1971.
14. "Harlem Shuffle (NY Mix)" (Bob Relf/Ernest Nelson) – 5:48 
  -  Remix. Denne version er blevet forkortet. Originalen er på 6:35 minutter.
15. "Mannish Boy (Live)" (McKinley Morganfield/Ellas McDaniel/Mel London) – 4:28 
  -  Optaget live fra Love You Live
16. "Thru and Thru (Live)" – 6:39 
  -  Optaget live i januar 2003 i Madison Square Garden. Optræden er på DVD ”Four Flicks”.

## Musikere
- Mick Jagger – Sang
- Keith Richards – Guitar, Sang
- Mick Taylor – Guitar
- Ron Wood – Guitar, El-Bas, Trommer, Sang
- Bill Wyman – Bass
- Charlie Watts – Trommer